# Aalbrutleiter
Eine Aal(brut)leiter, auch Aalgang, Aaltreppe oder Aalleiter genannt, ist ein Fischpass, der speziell auf die Bedürfnisse von Aalen ausgerichtet ist. Eine solche Aufstiegshilfe ermöglicht den im Frühjahr nachts flussaufwärts ziehenden Jungaalen (Glasaale, Aalbrut) ein Vorwärtskommen gegen starke Strömung und somit die Umgehung von Wasserfällen und Wehren.
Eine Aalleiter besteht in der Regel aus einer Rinne oder Röhre, in der durch eingebaute Querleisten, Steine, Reisig oder Kunststoffborsten die Strömung so weit abgebremst wird, dass die kleinen Aale dagegen anschwimmen können. Am unteren Ende ist die Leiter trichterförmig erweitert.